# Паеља
Паеља или паеја (шпа. paella) традиционално је јело из Шпаније.
Реч паеља описује тигањ са две дршке са стране у ком се јело кува, на отвореној ватри. Оригинална паеља укључује пиринач, морске плодове, пилетину, говедину, зечетину, свињетину, јагњетину и кобасице. Неизоставна је и пршута, парадајз, пасуљ, маслиново уље, паприка и шафран, који јој даје карактеристичну светло-наранџасту боју.
Иако се чини да ова комбинација никако не иде заједно, сви састојци долазе до изражаја и савршено се уклапају стварајући јединствени укус.
Пиринач се кува у води у којој су претходно кувани плодови мора или пилетина и мора да апсорбује сву пару али да не буде ни превише лепљив, ни превише сув. По традицији, паеља се једе дрвеним кашикама директно из тигања у коме је спремана.